# Asperthorax
Asperthorax é um gênero de aranhas da família Linyphiidae descrito em 1960. Engloba 3 espécies, que são encontradas na Rússia, Japão e China.